# Volsungo
Volsungo ou Volsungue é um personagem da mitologia nórdica. Ele é o ancestral comum do clã dos Volsungos, incluindo o maior dos heróis nórdicos, Sigurd. Sua lenda é conhecida na mitologia nórdica por Saga dos Volsungos e Dráp Niflunga, e em alemão antigo por Nibelungenlied. 
Volsungo era bisneto de Odin, e foi o próprio bisavô que assegurou o nascimento desse herói. Seus pais, os reis da Hunaland, não podiam ter filhos até que Odin e sua esposa Frigga os enviaram Gna, sendo esta a veloz mensageira de Frigga, que o passar por Hunaland, viu o rei Rerir lamentando a falta de filhos, ao reportar a situação Frigga deu uma maçã (símbolo da fecundidade) de seu suprimento particular, assim, Gna passou por cima do rei deixando com a fruta. Feito isto, após refletir, voltou a sua casa e deu a maçã a sua esposa, que, após certo tempo, veio a engravidar, dando a luz a Volsung. O pai morreu logo após o ocorrido, mas a mãe permaneceu grávida por seis anos. Ela exigiu o parto por cesariana, o que na época custava a própria vida. Volsungo era uma criança forte, e beijou sua mãe antes dela morrer.
Ao nascer, o herói foi imediatamente proclamado rei de Hunaland, e já crescido se casou com Ljord. Tiveram os gêmeos Signy e Sigmund e mais nove filhos. Volsungo constrói uma grande salão ao redor de uma grande árvore de maçãs. Siggeir aparece e propõe Signy em casamento, o que é bem visto por Volsungo e seus filhos, exceto pela própria Signy.
Um grande casamento acontece no salão, quando de repente aparece um estranho idoso. Era Odin sob forma humana, que saca sua espada e a encrava no tronco da árvore. O ancião alerta que a espada seria de uso do homem que pudesse retirá-la da árvore, e então deixa o local. Todos tentam retirar o instrumento mas somente Sigmund consegue. Prontamente nomeada Gram, a espada se mostrou excelente. Siggeir oferece uma enorme quantia de ouro por ela, mas a recusa o irrita.
Três meses mais tarde, Volsungo e seus filhos são convidados a um banquete com Siggeir. Signy os avisa que a verdadeira intenção era uma emboscada, mas eles se recusam a voltar apesar dos apelos da moça. O clã é atacado, causando a morte de Volsungo e a captura dos seus filhos. Somente Sigmund sobrevive para se vingar por seu pai e irmãos.